# هاکی آتون
هاکی آتون (انگلیسی: Hakkı Atun؛ زادهٔ ۷ اکتبر ۱۹۳۵) سیاستمدار اهل قبرس شمالی است. وی از ۱ ژانویه ۱۹۹۴ تا ۱۶ اوت ۱۹۹۶ نخست‌وزیر این کشور بود.